# Sally Phillips
Sally Elizabeth Phillips (Hong Kong, 10 maggio 1969) è un'attrice britannica.

## Biografia
Nasce a Hong Kong, dove i suoi genitori si trovavano in quanto suo padre, Tim, era organizzatore di importanti tornei tennistici internazionali. È apparsa frequentemente in numerosi show televisivi, ma è sicuramente nota soprattutto per la sua partecipazione alla sit-com umoristica Smack the Pony, di cui è anche coautrice.
Nel 2003 è stata inserita dal The Observer tra le 50 migliori attrici umoristiche britanniche.
Sally fu scelta per interpretare il ruolo di Bridget Jones, per il film Il diario di Bridget Jones ma, in un secondo momento, le fu preferita l'attrice americana Renée Zellweger e a lei fu affidato il personaggio di Shazzer.
La Phillips è inoltre ricordata per il ruolo di Tilly nella sit-com britannica Miranda.

### Vita privata
È laureata al New College di Oxford in italiano; è stata sposata con Andrew Bermejo per 14 anni e ha tre figli dal loro matrimonio, uno con la sindrome di Down. Nel 2017, la coppia ha divorziato.

## Filmografia

### Cinema
- Notting Hill, regia di Roger Michell (1999)
- Romantici nati (Born Romantic), regia di David Kane (2000)
- Il diario di Bridget Jones (Bridget Jones Diary), regia di Sharon Maguire (2001)
- Birthday Girl, regia di Jez Butterworth  (2001)
- Mean Machine, regia di Barry Skolnick (2001)
- Tooth, regia di Edouard Nammour (2004)
- Gladiatress, regia di Brian Grant (2004)
- Che pasticcio, Bridget Jones! (Bridget Jones: The Edge of Reason), regia di Beeban Kidron (2004)
- Chronicles of War, regia di Peter Richardson (2004)
- BoyTown, regia di Kevin Carlin (2006)
- Una sposa in affitto (The Decoy Bride), regia di Sheree Folkson (2011)
- PPZ - Pride + Prejudice + Zombies (Pride and Prejudice and Zombies), regia di Burr Steers (2016)
- Bridget Jones's Baby, regia di Sharon Maguire (2016)
- Ferdinand, regia di Carlos Saldanha (2017) (voce)
- Blinded by the Light - Travolto dalla musica (Blinded by the Light), regia di Gurinder Chadha (2019)
- La probabilità statistica dell'amore a prima vista (Love at First Sight), regia Vanessa Caswill (2023)
- Modì - Tre giorni sulle ali della follia (Modì, Three Days on the Wing of Madness), regia di Johnny Depp (2024)
- Bridget Jones - Un amore di ragazzo (Bridget Jones: Mad About the Boy), regia di Michael Morris (2025)

### Televisione
- It Happened Next Year – film TV (1996)
- Cows – film TV (1997)
- Holding the Baby – serie TV (1997)
- I'm Alan Partridge – serie TV, 6 episodi (1997)
- Comedy Nation – serie TV (1998)
- In the Red – serie TV, episodi 1x01-1x02-1x03 (1998)
- You are Here – film TV (1998)
- Hippies – miniserie TV (1999)
- Rescue Me – serie TV, 6 episodi (2002)
- Seven Second Delay – film TV (2006)
- Green Wing – serie TV, 4 episodi (2006)
- The Amazing Mrs.Pitchard – serie TV, 6 episodi (2006)
- Svengali – film TV (2008)
- Skins – serie TV, episodio 3x04 (2009)
- Jam & Jerusalem – serie TV, 18 episodi (2006-2009)
- Abroad – film TV (2010)
- Accidental Farmer – film TV (2010)
- New Tricks - Nuove tracce per vecchie volpi (New Tricks) – serie TV, episodio 8x05 (2011)
- Parents – serie TV, 6 episodi (2012)
- Them from That Things – miniserie TV (2012)
- Miranda – serie TV, 14 episodi (2009-2015)
- Delitti in Paradiso (Death in Paradise) – serie TV, episodio 4x05 (2015)
- Galavant – serie TV, episodio 2x04 (2016)
- L'ispettore Barnaby (Midsomer Murders) – serie TV, episodio 19x01 (2015)
- Smack the Pony – serie TV, 24 episodi (1999-2003)
- Veep - Vicepresidente incompetente (Veep) – serie TV, 5 episodi (2013-2019)
- Vanity Fair - La fiera delle vanità (Vanity Fair) – miniserie TV, 2 puntate (2018)

### Cortometraggi
- The Junkies, regia di Ian Denyer (2000)
- The Invitation, regia di James Erskine e Danny McCullough (2001)
- Blowing It, regia di Jeff Povey (2001)
- Show Ponies, regia di Neil Jack (2004)
- Animal Charm, regia di Ben Charles Edwards (2012)
- The Actress, regia di Ben Charles Edwards (2012)

### Narratrice
- Timeshift – serie documentario TV, episodio 7x03 (2007)
- The Many Faces of June Withfield – documentario TV (2009)
- The Many Faces of... – serie documentario TV, 11 episodi (2010-2014)
- The Undateables – serie documentario TV, 35 episodi (2012-2018)

## Doppiatrici italiane
Nelle versioni in italiano delle opere in cui ha recitato, Sally Phillips è stata doppiata da:
- Francesca Fiorentini in Il diario di Bridget Jones, Che pasticcio, Bridget Jones!, Bridget Jones's Baby
- Roberta Greganti in PPZ - Pride + Prejudice + Zombies
- Alessandra Korompay in Blinded by the Light - Travolto dalla musica
- Daniela Abruzzese in Bridget Jones - Un amore di ragazzo